# Kbk wz. 2002 BIN
Kbk wz. 2002 BIN là loại súng trường tấn công bullpup của Ba Lan và khoang chứa đạn của nó sử dụng loại đạn 5,56×45mm NATO. Nó là bản thiết kế lại của khẩu Kbs wz. 1996 vốn đã được chứng minh trong các cuộc chiến với hình dáng thiết kế của một khẩu súng bullpup. Nó là mẫu thử nghiệm nên có báng súng bằng gỗ để dùng tạm tiết kiệm chi phí thử nghiệm nhưng có cơ chế hoạt động hoàn hảo. Từ mẫu thử nghiệm này máy tính đã vẽ lên một thiết kế thử nghiệm khác là BIN-21, loại mà sau này làm nền tảng cho khẩu kbk wz. 2005 Jantar.